# Limpopo (Fluss)
Der Fluss Limpopo (Tshivenda: Vhembe) bildet die Nordgrenze von Südafrika zu Botswana und Simbabwe sowie marginal im küstennahen Bereich zu Mosambik. Weiter durchquert er Mosambik auf einer Strecke von über 400 Kilometern. Er ist 1750 Kilometer lang und umfasst ein Einzugsgebiet von 415.000 km².
Der Flussname in der Sprache der Venda bedeutet „der Sammler“ oder „Fluss, der sich tief eingräbt“.

## Ursprung und Verlauf
Der Limpopo ist einer der Flüsse Afrikas, die in den Indischen Ozean entwässern.
Die Quelle des Limpopo liegt bei Johannesburg (Südafrika) am Witwatersrand. Der Oberlauf des Limpopo wird als Crocodile River bezeichnet, der bei Oliphants Drift das Wasser des Marico River aufnimmt und ab dort Limpopo heißt.
Im Unterlauf auf mosambikanischem Gebiet befinden sich entlang seiner Uferbereiche fruchtbare Schwemmlandböden. Der Limpopo mündet südwestlich von Xai-Xai (Mosambik), dem Verwaltungszentrum der Provinz Gaza, in die Straße von Mosambik. In der Mündungszone zeigen die Landflächen Versalzungserscheinungen.

## Klima und Hydrometrie

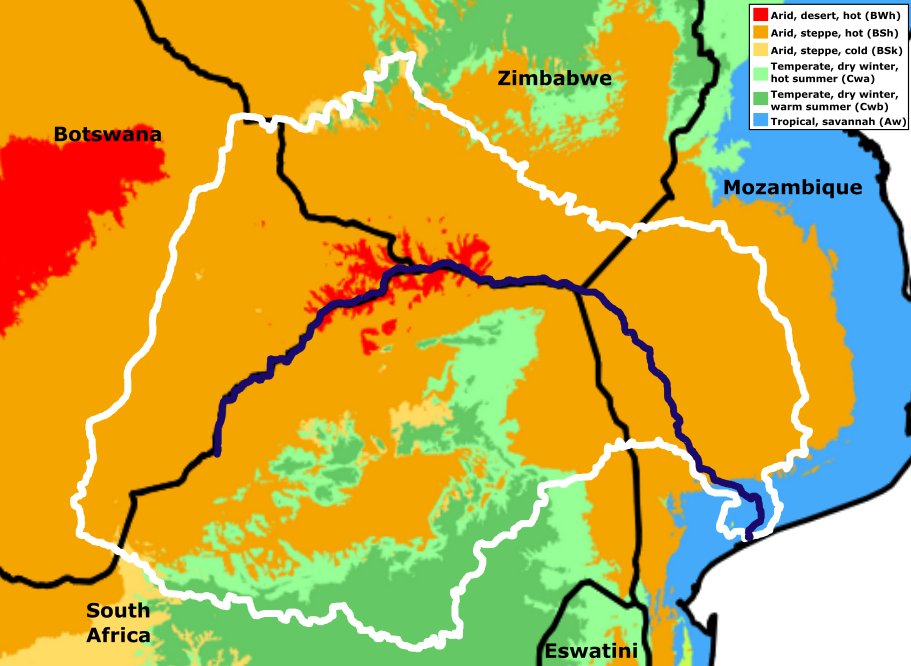
Die Klimabedingungen im Einzugsgebiet des Limpopo.

Der mittlere jährliche Abfluss des Limpopo beträgt 7330 Millionen Kubikmeter. Dazu tragen die Niederschläge aus Südafrika 66 % bei, Simbabwe 16 %, Mosambik 12 % und Botswana 6 %. Der durchschnittliche Jahresniederschlag im Einzugsgebiet beträgt 500 mm.
Der Limpopo hat ein sehr ausgeprägtes jahreszeitlich bedingtes Abflussverhalten. Während der Trockenzeit liegt der mittlere Abfluss bei 20 m³/s, in der Regenzeit bei 590 m³/s. Die mittleren Peaks liegen bei 1600 m³/s aber es wurden auch, wie zum Beispiel im Jahr 2000, Abflussmengen von über 17.500 m³/s gemessen und es kam zu Überschwemmungen in Mosambik (siehe Hochwasser in Mosambik 2000). Dabei erreichte er einen Pegel von 13 m. Normal schwankt er zwischen 0,5 und 5 m.
Die Abflussmenge des Limpopo wurde bei Chókwè, etwa 100 km oberhalb der Mündung in m³/s gemessen (1952 bis 1995).

## Einzugsgebiet
Das Einzugsgebiet des Limpopo wird mit zwischen 413.000 und 415.000 km² angegeben und erstreckt sich über vier Länder. Der größte Teil liegt mit 185.298 km² in Südafrika (45 %), gefolgt von Mosambik mit 84.981 km² (21 %), Botswana mit 80.118 km² (19 %) und Simbabwe mit 62.541 km² (15 %).
Die Untereinzugsgebiete des Limpopo teilen sich wie folgt auf (angeordnet von der Quelle zur Mündung):
| Fluss               | Einzugsgebietsfläche in [km²] | Prozent der Fläche des Einzugsgebiets |
| ------------------- | ----------------------------- | ------------------------------------- |
| Marico              | 13.208                        | 3,2                                   |
| Crocodile           | 29.572                        | 7,2                                   |
| Notwane             | 18.053                        | 4,4                                   |
| Matlabas            | 3.448                         | 0,8                                   |
| Mokolo              | 7.616                         | 1,8                                   |
| Bonwapitse          | 9.904                         | 2,4                                   |
| Mahalapswe          | 3.385                         | 0,8                                   |
| Lephalala           | 4.868                         | 1,2                                   |
| Lotsane             | 9.748                         | 2,4                                   |
| Mogalakwena         | 20.248                        | 4,9                                   |
| Motloutse           | 19.053                        | 4,6                                   |
| Shashe              | 31.061                        | 7,5                                   |
| Umzingwani          | 15.695                        | 3,8                                   |
| Sand River          | 15.630                        | 3,8                                   |
| Nzhelele            | 3.436                         | 0,8                                   |
| Bubi                | 8.140                         | 2,0                                   |
| Luvuvhu             | 4.826                         | 1,2                                   |
| Mwenezi             | 14.759                        | 3,6                                   |
| Elephants (Lepelle) | 70.000                        | 17,0                                  |
| Changane            | 43.000                        | 10,4                                  |
| Weitere             | 67.288                        | 15,3                                  |
| Gesamt              | 412.938                       | 100                                   |

## Nationalparks

Karte des Great Limpopo Transfrontier Park.

Zwischen Limpopo und der Grenze zu Südafrika liegt auf mosambikanischem Gebiet der Nationalpark Limpopo. Er ist Teil des grenzüberschreitenden Great Limpopo Transfrontier Park, der sich gerade im Aufbau befindet und zum größten Teil im Limpopo-Einzugsgebiet liegen wird.

## Wassermanagement und zwischenstaatliche Verträge
Das Wasser des Limpopo wird intensiv genutzt, vor allem in den südafrikanischen Provinzen Gauteng und Nordwest sowie im Ballungsraum um Gaborone, der Hauptstadt Botswanas. Im Einzugsgebiet lebten 2004 rund 14 Millionen Menschen.
2004 gab es im Flusssystem des Limpopo 44 Staudämme, davon 28 in Südafrika, deren Kapazität über zwölf Millionen Kubikmeter beträgt. Größter Staudamm ist der Loskop Dam am Lepelle (ehemals Oliphants River) mit einem Fassungsvermögen von 348 Millionen Kubikmetern. Der Hartbeespoort Dam am Crocodile River fasst 195 Millionen Kubikmeter.
Es gibt zwei Zuleitungen innerhalb des Flusssystems (Intra-Basin-Transfers), den North-South Water Carrier vom Shashe zum Notwane in Botswana und vom Molatedi Dam in Südafrika ebenfalls zum Notwane in Botswana. Ferner gibt es vier Inter-Basin-Transfers, über die Wasser aus anderen Flusssystemen in den südafrikanischen Teil des Limpopo gelangt. Das Komati Scheme liefert Wasser vom Komati, das Usutu Scheme vom Usutu. Aus Lesotho, wo im Rahmen des Lesotho Highland Water Project große Stauseen entstanden, gelangt Wasser über das Grootdraai Emergency Augmentation Scheme aus dem Flusssystem des Oranje in den Limpopo, während eine vierte Anlage Wasser vom Vaal in den Crocodile River führt.
1986 wurde in Harare das Limpopo Basin Permanent Technical Committee (LBPTC) gegründet, das die beteiligten Staaten bei der Wassernutzung beraten sollte. Es wurde aber erst 1995, nach dem Ende der Apartheid in Südafrika, aktiv. In der Folge fürchtete Mosambik eine Übernutzung durch die oberen Anrainerstaaten. Die geplante Gründung der Limpopo River Commission kam nicht zustande. Erst 2003 wurde ein Abkommen über die Bildung der Limpopo Watercourse Commission zustande, das die Nachfolge des LBPTC antreten sollte. Die Hauptaufgabe der Kommission ist die Schlichtung möglicher Streitfälle. Neben diesem Abkommen gab und gibt es zahlreiche bilaterale Verträge zur Nutzung des Limpopo-Wassers.

## Flussgeschichte

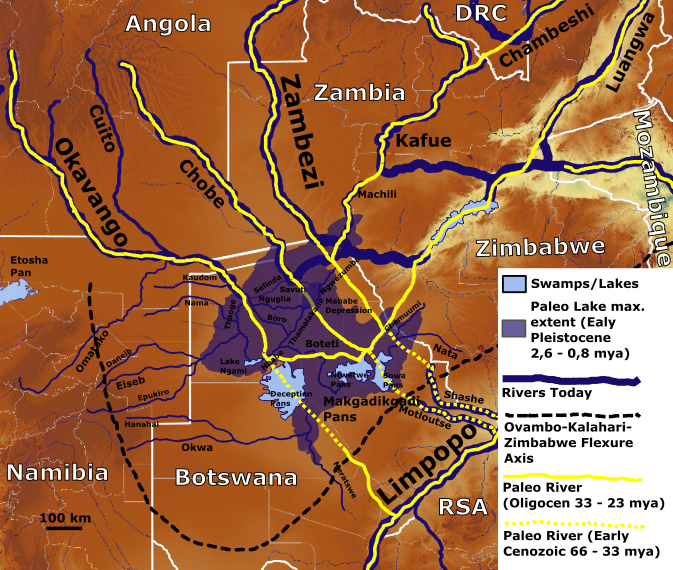
Die vermutete maximale Ausdehnung des Paleo-Makgadikgadisees im frühen Pleistozän und der Verlauf der Flüsse im frühen bis mittleren Känozoikum.

Vor etwa 65 Millionen Jahren mündete der Sambesi nicht in die Straße von Mosambik. Er floss parallel zum Cuando und zu Okavango und mündete wie diese in den Limpopo. Dabei benutzte der Sambesi das Flussbett des Shashe, und der Cuando das des Motloutse.
Durch die Hebung der Ovambo-Kalahari-Simbabwe-Verwerfung (OKZ) entstand eine neue Wasserscheide, die die drei Flüsse vom Limpopo abschnitt und den Makgadikgadisee aufstaute.
Die Bodenmuster zwischen dem Limpopo und dem Komati-System weisen darauf hin, dass der Limpopo in der Vergangenheit auch über das Maputo-Becken mündete.